# 的黎波里 (艾奥瓦州)
的黎波里（英語：Tripoli）是一個位於美國愛荷華州布雷默縣的城市。

## 地理
的黎波里的座標為42°48′21″N 92°15′27″W / 42.80583°N 92.25750°W，而該地的平均海拔高度為314米（即1030英尺）。

## 人口
根據2010年美國人口普查的數據，的黎波里的面積為3.65平方千米，均為陸地。當地共有人口1313人，而人口密度為每平方千米359人。